# Hanley Falls (Minnesota)
Hanley Falls es una ciudad ubicada en el condado de Yellow Medicine en el estado estadounidense de Minnesota. En el Censo de 2010 tenía una población de 304 habitantes y una densidad poblacional de 469,5 personas por km².

## Geografía
Hanley Falls se encuentra ubicada en las coordenadas 44°41′31″N 95°37′10″O / 44.69194, -95.61944. Según la Oficina del Censo de los Estados Unidos, Hanley Falls tiene una superficie total de 0.65 km², de la cual 0.65 km² corresponden a tierra firme y (0%) 0 km² es agua.

## Demografía
Según el censo de 2010, había 304 personas residiendo en Hanley Falls. La densidad de población era de 469,5 hab./km². De los 304 habitantes, Hanley Falls estaba compuesto por el 92.76% blancos, el 0.33% eran afroamericanos, el 1.32% eran amerindios, el 0% eran asiáticos, el 1.32% eran isleños del Pacífico, el 3.62% eran de otras razas y el 0.66% pertenecían a dos o más razas. Del total de la población el 28.95% eran hispanos o latinos de cualquier raza.